# Don Lorenzo
Don Lorenzo è un film del 1952, diretto da Carlo Ludovico Bragaglia.

## Produzione
il film, a carattere musicale, rientra nel filone melodrammatico-sentimentale (comunemente detto strappalacrime), molto in voga tra il pubblico italiano in quegli anni, in seguito ribattezzato dalla critica con il termine neorealismo d'appendice.

## Distribuzione
Il film venne distribuito nelle sale cinematografiche italiane il 23 ottobre del 1952.